# Pavel Brückner
Pavel Brückner (* 28. srpna 1949) je bývalý český fotbalista, útočník.

## Fotbalová kariéra
V československé lize hrál za Baník Ostrava. Nastoupil v 6 ligových utkáních. Gól v lize nedal. V nižších soutěžích hrál i za ŽD Bohumín.

## Ligová bilance
| Ročník                                   | Zápasy | Góly | Klub          |
| ---------------------------------------- | ------ | ---- | ------------- |
| 1. československá fotbalová liga 1970/71 | 2      | 0    | Baník Ostrava |
| 1. československá fotbalová liga 1971/72 | 4      | 0    | Baník Ostrava |
| Česká národní fotbalová liga 1978/79     | -      | -    | ŽD Bohumín    |
| Česká národní fotbalová liga 1979/80     | -      | -    | ŽD Bohumín    |
| CELKEM 1. liga                           | 6      | 0    |               |